# Polycelis
Polycelis is een geslacht van platwormen uit de familie van de Planariidae.

## Soorten
- Polycelis almaatina Zabusova, 1947
- Polycelis auriculata (Ijima & Kaburaki, 1916)
- Polycelis benazzii de Beauchamp, 1955
- Polycelis bilinearis Diesing, 1850
- Polycelis felina borellii Vandel, 1921
- Polycelis felina brunnea Borelli, 1893
- Polycelis coronata (Girard, 1891)
- Polycelis eburnea (Muth, 1912)
- Polycelis elegans Diesing, 1850
- Polycelis elongata (Zabusova, 1929)
- Polycelis eudendrocoeloides (Zabusova, 1929)
- Polycelis eurantron (Zabusova, 1936)
- Polycelis felina (Dalyell, 1814)
- Polycelis hamica Liu, 1996
- Polycelis jinglensis Liu, 1996
- Polycelis jingyuanica Liu, 1996
- Polycelis karafto Ijima & Kaburaki, 1916
- Polycelis kashmirica Liu, 1993
- Polycelis koslowi (Zabusov, 1911)
- Polycelis kulsaika Zabusov-Zhdanova, 1947
- Polycelis lhunzhubica Liu, 1993
- Polycelis lineoliger Blanchard, 1849
- Polycelis linkoi Zabusov, 1901
- Polycelis nigra (Müller, 1773)
- Polycelis nigro-fusca Diesing, 1850
- Polycelis nyingchica Liu, 1993
- Polycelis oculimarginata (Palombi, 1931)
- Polycelis pallida Diesing, 1850
- Polycelis pamirensis de Beauchamp, 1961
- Polycelis panniculatus Girard, 1893
- Polycelis pathan de Beauchamp, 1959
- Polycelis polychroa Girard, 1893
- Polycelis polyopis Zabusova, 1936
- Polycelis pulla Diesing, 1850
- Polycelis receptaculosa (Livanov & Zabusova, 1940)
- Polycelis relicta (Sabussowa, 1929)
- Polycelis remota Smith, 1988
- Polycelis roseimaculatus Blanchard, 1849
- Polycelis sabussowi (Seidl, 1911)
- Polycelis sapporo (Ijima & Kaburaki, 1916)
- Polycelis schmidti (Zabusov, 1916)
- Polycelis sierrensis Kenk, 1973
- Polycelis sinensis Liu, 1993
- Polycelis surantion Zabusova, 1936
- Polycelis tasmanica Darwin, 1844
- Polycelis tenuis Ijima, 1884
- Polycelis tibetica (Zabusov, 1911)
- Polycelis tothi Méhely, 1927
- Polycelis vaginuloides Diesing, 1850
- Polycelis wutaishanica Liu, 1993
- Polycelis xigazensis Liu, 1993